# Malvicino
Malvicino là một đô thị ở tỉnh Alessandria trong vùng Piedmont của Italia, có vị trí cách khoảng 80 km về phía đông nam của Torino và khoảng 40 km về phía tây nam của Alessandria. Tại thời điểm ngày 31 tháng 12 năm 2004, đô thị này có dân số 124 người và diện tích là 8,6 km².
Malvicino giáp các đô thị: Cartosio, Montechiaro d'Acqui, Pareto, Ponzone, và Spigno Monferrato.